# Hajde da ludujemo
"Hajde da ludujemo" (alfabeto cirílico sérvio: Хајде да лудујемо; tradução portuguesa: "Vamos ficar loucos") foi a canção jugoslava no Festival Eurovisão da Canção 1990, que teve lugar em Zagreb, Jugoslávia (atual Croácia). Foi interpretada em língua servo-croata por Tatjana Matejaš, mais conhecida como "Tajči". Na noite do festival, foi a 15.ª canção a ser interpretada, a seguir à canção francesa "White and black blues" e antes da canção portuguesa "Há sempre alguém", interpretada por Nucha. Terminou a competição em sétimo lugar e 81 pontos. Esta canção teve uma versão em inglês intitulada "Let´s go crazy".
Em 1999, esta canção, teve uma versão interpretada por Ivana Banfić

## Autores
- Letra: Alka Vuica
- Música: Zrinko Tutić
- Orquestração: Stjepan Mihaljinec

## Letra
É uma canção de amor, com Tajči desejando uma noite com o seu amado, como se sente bem com a sua presença. Por isso conclui que os dois vão ficar loucos de amor, porque ambos estão apaixonados um pelo outro.